# 黑森-拿骚
黑森-拿骚省（德語：Provinz Hessen-Nassau）是1868年至1918年间普鲁士王国的一个省分，之后亦成为普鲁士自由邦的一个省分，直至1944年。
黑森-拿骚是1866年普奥战争的结果，由普魯士兼併從前独立的黑森-卡塞尔、拿骚公国、法兰克福自由市，及从巴伐利亚王国和黑森大公国中得到的领土而组成。1868年这些地区组成黑森-拿骚省，首府是卡塞尔，该省設有为两个行政区：卡塞尔行政區，以及威斯巴登行政區。
1929年4月1日，瓦尔德克自由邦在全民公投后成为了黑森-拿骚的一部分，属于卡塞尔行政区。 
1935年，纳粹政府废止了所有自由邦体制，所以黑森-拿骚只掌控很少权力，该地区的实际管理机构成为了纳粹的黑森-拿骚大区。1944年，黑森-拿骚被划分为黑森選侯省（卡塞尔为首府）和拿骚省（威斯巴登为首府）。1945年，二战结束后，两省又重新合并，并加入了黑森人民州。二戰後，併入了美佔區的大黑森州，1946年後改組成了现代的黑森州。部分的拿骚地区划进莱茵兰-普法尔茨内。

## 标志
黑森-拿骚的旗帜与荷兰的国旗是一模一样。因为荷兰王室就是起源于拿骚公国。
黑森-拿骚的紋章分为三部分，每一部分都显示了这个省的各个地区：
- 蓝色背景，戴着王冠的银红相间颜色的狮子 （黑森选帝侯）
- 蓝色背景，戴着王冠的金色狮子 （拿骚公国）
- 红色背景的金爪银鹰 （法兰克福自由市）